# صخره‌پر دماغه
صخره‌پر دماغه یا سنگ‌پر دماغه (نام علمی: Chaetops frenatus) نام یک گونه از سرده سنگ‌پر است.